# Andreas Schulze (Tierfilmer)
Andreas Schulze (* 15. Januar 1965 in Hamburg; † 10. Dezember 2010) war ein deutscher Tierfilmer und Biologe.

## Leben
Nach vier Semestern Biologie studierte Andreas Schulze anschließend Germanistik. Seit 1979 war er Mitglied im Landesbund für Vogelschutz in Bayern e.V. (LBV). Er war freier Mitarbeiter des Bayerischen Rundfunks und Autor oder Herausgeber zahlreicher Filme, Bücher und Tonträger über Tiere, insbesondere heimische Vögel und Säugetiere. Mit Die Vogelstimmen Europas, Nordafrikas und Vorderasiens entstanden 17 von ihm mitherausgegebene Tonträger, die in über 19 Stunden 819 Vogelarten enthalten und somit das umfangreichste Werk in der Geschichte der Ornithologie bilden. Hierbei arbeitete er unter anderem mit Karl-Heinz Dingler oder Christian Fackelmann zusammen. Von der Bruno H. Schubert-Stiftung bekam er 1989 den Bruno-H.-Schubert-Preis verliehen. Andreas Schulze verstarb nach langer schwerer Krankheit im Alter von 45 Jahren am 10. Dezember 2010. Er hinterließ zwei Kinder. Die Trauerfeier fand am 16. Dezember im Beisein von über 100 Menschen auf dem Münchner Ostfriedhof statt.

## Filmographie (Auswahl)
- Vögel im Schilf (1991, 14 Minuten)
- Wildtiere in der Nachbarschaft (1992, 44 Minuten)
- Graureiher und Moorenzian (1994, 44 Minuten)
- Der Sumpf der tausend Reiher (1996, 43 Minuten)
- Im Land des Kaiseradlers (1998, 43 Minuten)
- Theißblüte (2000, 43 Minuten)
- Vom Genfer See ins Gebirge (2002, 43 Minuten)

## Veröffentlichte Tonträger
- Vogelstimmen-Serie
  1. Vogelstimmen in Park und Garten
  2. Vogelstimmen in Feld und Flur
  3. Vogelstimmen am Wasser
  4. Vogelstimmen im Wald
  5. Vogelstimmen in Heide, Moor und Sumpf
  6. Vogelstimmen am Meer
  7. Vogelstimmen im Gebirge
- Die Vogelstimmen Europas, Nordafrikas und Vorderasiens

## Bibliographie (Auswahl)
- Andreas Schulze: Belehrung und Unterhaltung. Brehms Tierleben im Spannungsfeld von Empirie und Fiktion. Münchner Beiträge zur Sprach- und Literaturwissenschaft. utzverlag, München 2009, ISBN 978-3-8316-0454-8, S. 408.